# 제시코
제시코(Gesico)는 사르데냐어로 제시구(Gèsigu)라고 불리며, 이탈리아의 사르데냐주 수드사르데냐도에 있는 코무네이다. 칼리아리에서 북쪽으로 약 45 킬로미터 (28 mi) 떨어져 있다. 2004년 12월 31일 기준으로 인구는 954명이고 면적은 25.5 제곱킬로미터 (9.8 mi2)이다.
제시코는 다음 코무네와 접한다: 에스콜카, 과마조레, 과실라, 만다스, 셀레가스, 수엘리, 빌라노바프란카.